# Comité d’action antibolchévique
Comité d’action antibolchévique (CAA) is een Franse collaboratie-organisatie tijdens de Tweede Wereldoorlog.
Het CAA werd in juli 1941 door marineschrijver Paul Chack opgericht om de Duitse aanval op de Sovjet-Unie te ondersteunen.  
De voornaamste activiteit van de CAA was steun te verlenen aan de Légion des volontaires français contre le bolchévisme en werd verantwoordelijk voor de propaganda van het Légion. De CAA publiceert een hele reeks van boekjes waarin anticommunisme vermengd werd met antisemitisme. Hij organiseerde ook diverse campagnes en tentoonstellingen over soortgelijke thema's. Een postertentoonstelling, getiteld "le Bolchevisme contre l'Europe", om goodwill te kweken werd in 1943 georganiseerd en reisde langs de grote Franse steden. Zijn propagandakarikatuur bleef een van de meest trieste voorbeelden van collaboratie.
Komend op de Rassemblement national populaire de partij van Marcel Déat nam de CAA kortstondig deel aan de Front révolutionnaire national (mislukte partij), dat in 1943 door Déat werd opgericht.  
Leden: De CAA had ongeveer duizend leden (waarvan vele ook tot andere collaborerende organisaties behoorden).

## Leiders van het Comité d’action antibolchévique
- Hoofd: Paul Chack (geboren in 1876 als de onwettige zoon van een Engels aristocraat, marineofficier, schrijver, voorzitter van de Association des écrivains combattants. Hij werd in 1945 vanwege collaboratie gefusilleerd).
- Adjudant: Louis-Charles Lecoconnier (genaamd "Lecoc") (voormalig lid van de Parti social français).
- André Chaumet (gelieerd aan de Parti populaire français van Jacques Darnand. Directeur van de Revivre, het tijdschrift van het Institut d'étude des questions juives, vervolgens was hij in 1944 directeur van het wekelijkse tijdschrift Germinal).